# Degausser
Degausser – specjalne urządzenie służące do trwałego i skutecznego niszczenia danych z nośników magnetycznych takich jak: dyski twarde, dyskietki oraz taśmy magnetyczne. 
Pole magnetyczne wytworzone przez degausser rozmagnesowuje powierzchnię magnetyczną zarówno talerzy i głowic dysków twardych oraz dyskietek i taśm magnetycznych w sposób nieodwracalny. 
Pole magnetyczne jest generowane za pomocą prądów elektrycznych o dużych wartościach. Dodatkowo mogą wystąpić straty energii na prądy wirowe. W rezultacie może zachodzić silne nagrzewanie się urządzeń w polu magnetycznym (stąd wyłączniki czasowe i chłodzenie) oraz występowanie silnego pola magnetycznego (do 22000 Gs = 2,2 T).
Działanie degaussera polega na zgromadzeniu energii elektrycznej i uwolnieniu jej jako impuls elektromagnetyczny wokół kasowanego nośnika. W innych rozwiązaniach może być zastosowane pole zmienne o eksponencjalnie malejącej amplitudzie.